# Les Haies
Les Haies ist eine französische Gemeinde mit 739 Einwohnern (Stand: 1. Januar 2022) im Département Rhône in der Region Auvergne-Rhône-Alpes. Les Haies gehört zum Arrondissement Lyon und zum Kanton Mornant (bis 2015: Kanton Condrieu). Die Einwohner werden Hayards genannt.

## Geographie
Les Haies liegt etwa 29 Kilometer südlich von Lyon und etwa neun Kilometer westsüdwestlich von Vienne. Der Mézerin begrenzt die Gemeinde im Nordwesten. Umgeben wird les Haies von den Nachbargemeinden Échalas im Norden, Loire-sur-Rhône im Nordosten, Ampuis im Osten, Tupin-et-Semons im Osten und Südosten, Condrieu im Süden, Longes im Westen sowie Trèves im Nordwesten.

## Weblinks

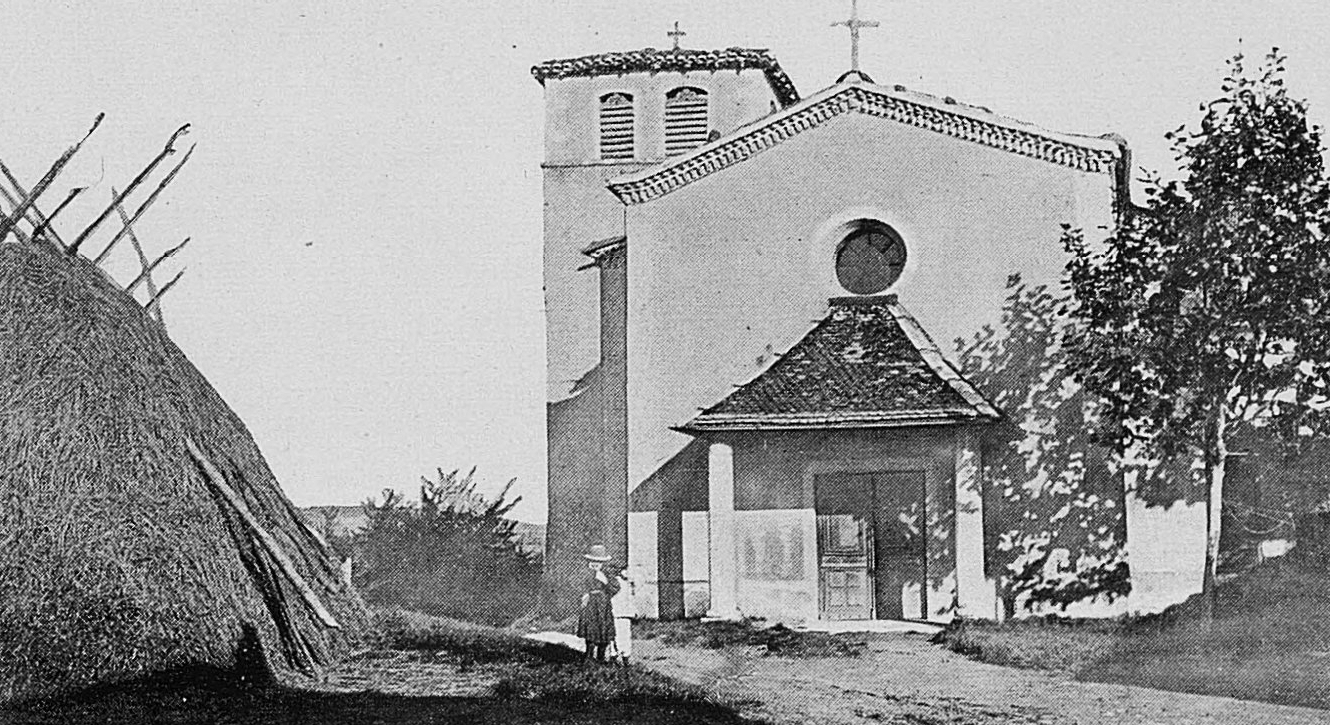
Romanische Kirche (Foto Anfang des 20. Jahrhunderts)

## Bevölkerungsentwicklung
| Jahr                       | 1962 | 1968 | 1975 | 1982 | 1990 | 1999 | 2006 | 2012 |
| Einwohner                  | 376  | 373  | 376  | 501  | 594  | 608  | 712  | 792  |
| Quellen: Cassini und INSEE |      |      |      |      |      |      |      |      |

## Sehenswürdigkeiten
- Romanische Kirche im Ortszentrum
- Ruinen des Schlosses Les Chances